# 光達駅
光達駅（こうたつえき）は、中華人民共和国湖南省長沙市長沙県にある長沙地下鉄2号線と長沙地下鉄4号線の駅である。

## 駅構造
- 島式ホーム1面

## 駅周辺
- 湖南農業大学